# Blåvandlejren
Blåvandlejren var beliggende i den sydvestlige del af det nuværende skydeområde på Kallesmærsk Hede. Lejren tjente 1942-1945 som tysk arbejdslejr, for de danske arbejdere, der arbejdede på Tirpitz-stillingen. I dag er der nærmest intet tilbage af lejren, men man kan se spor af lejren i landskabet. 
Efter befrielsen og indtil 25. august 1945 benyttede Røde Kors lejren til 1400-1500 sovjetiske og andre østeuropæiske flygtninge, hvoraf en del var børn.